# Huevo escalfado

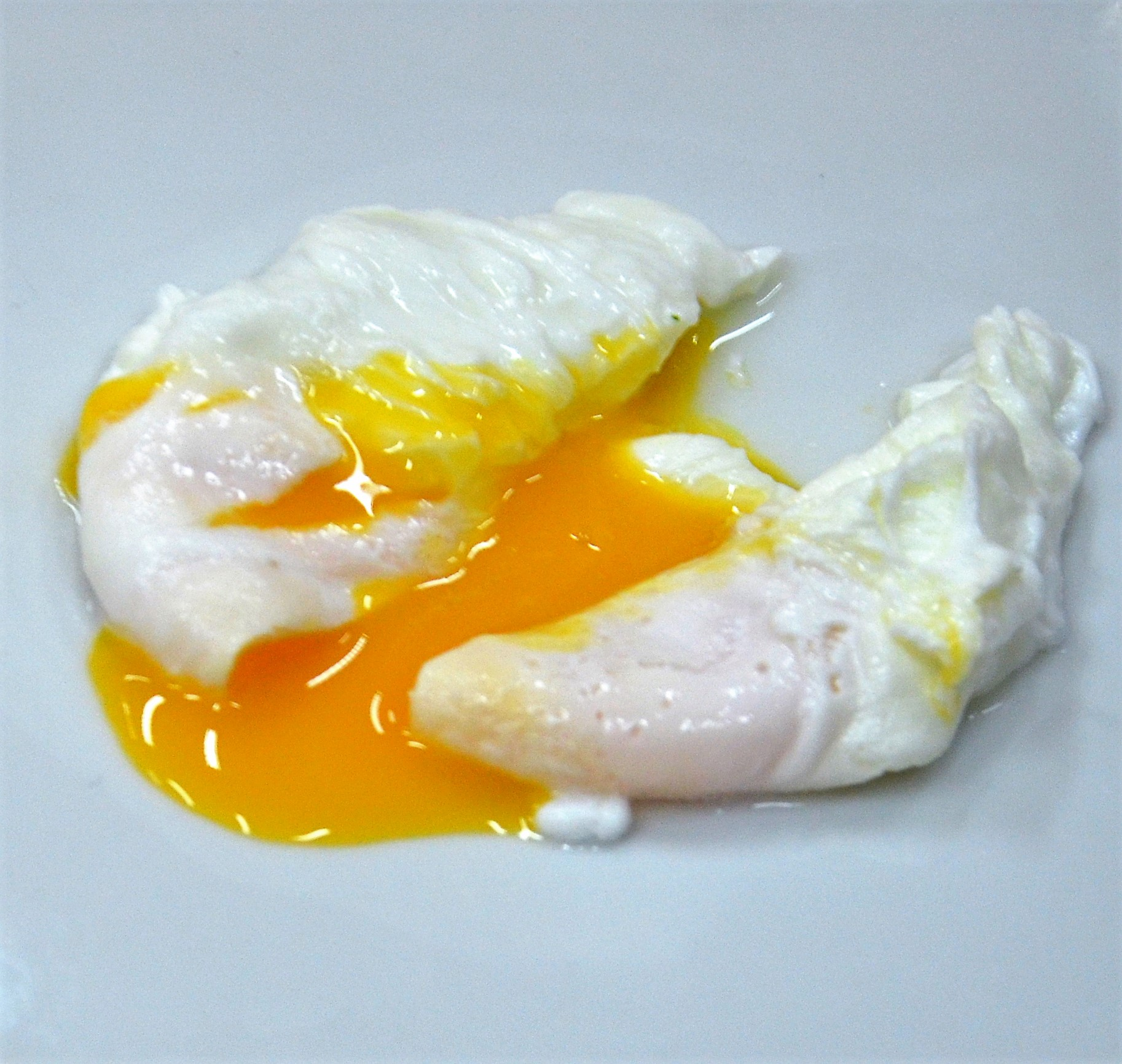

El huevo escalfado es un método de sumergir un huevo, generalmente de gallina, en agua muy caliente, pero no hirviendo, para evitar que el movimiento de las burbujas mezcle el agua con la clara. Con este mismo objetivo, en la elaboración de este huevo se vierte un poco de vinagre en la solución acuosa caliente para que la clara se coagule antes de disolverse en el agua. A esta preparación se la denomina también flor de huevo, huevo flor, huevo pochado o huevo poché (del francés œuf poché).

## Preparación
Los métodos de preparación de los huevos escalfados varían mucho dependiendo del cocinero, pero en todos ellos parece que la duración de la cocción no supera los 3-4 minutos.
En una cacerola profunda hervimos agua y vertemos un chorro de vinagre o jugo de limón en el agua, con el objeto de coagular rápidamente la clara antes de que se disuleva en el agua. Con una cuchara damos giros en el agua para formar un remolino. Colocamos el huevo en una taza y lo dejamos caer suavemente en el agua caliente desde la superficie para que no se rompa, seguimos girando la cuchara para que el movimiento envolvente del agua haga que la clara se vaya adhiriendo a la yema hasta cubrirla. Se saca con una espátula cuidando de no romperlo.

## Usos
Los huevos escalfados se emplean en las recetas de los huevos Benedict o huevos benedictinos, los huevos florentinos, los huevos a la Toupinel y los œufs en meurette. En la cocina alemana es muy clásico tomar un huevo escalfado con espinacas.[cita requerida]
También pueden formar parte del famoso chupe peruano o cocerse junto con el caldo en algunas sopas como la sopa de ajo o en algunas sopas de pollo. [cita requerida]

## Galería

Platos con huevos escalfados
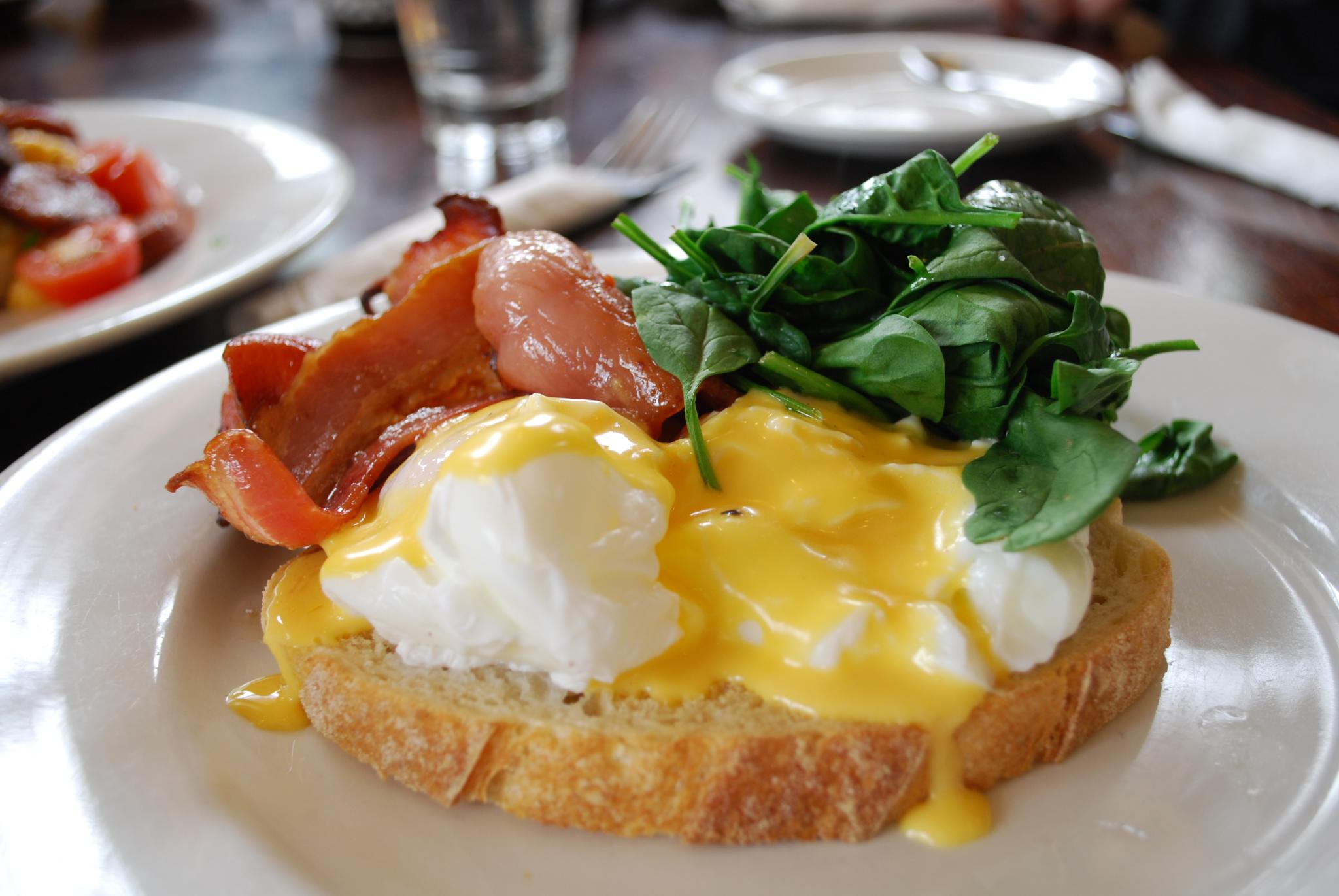
Huevos benedictinos
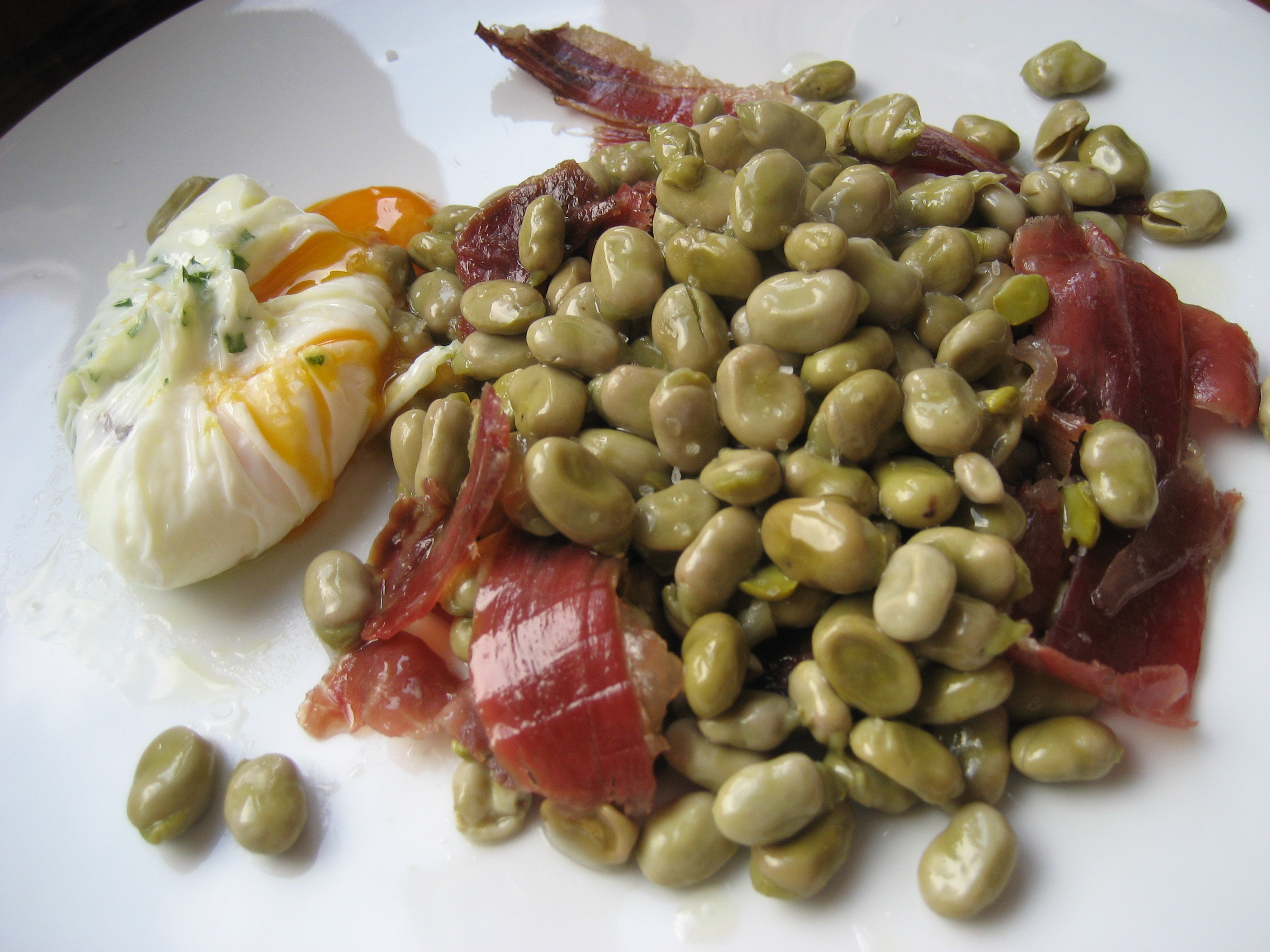
Habas con jamón con huevo flor, de Granada (España)
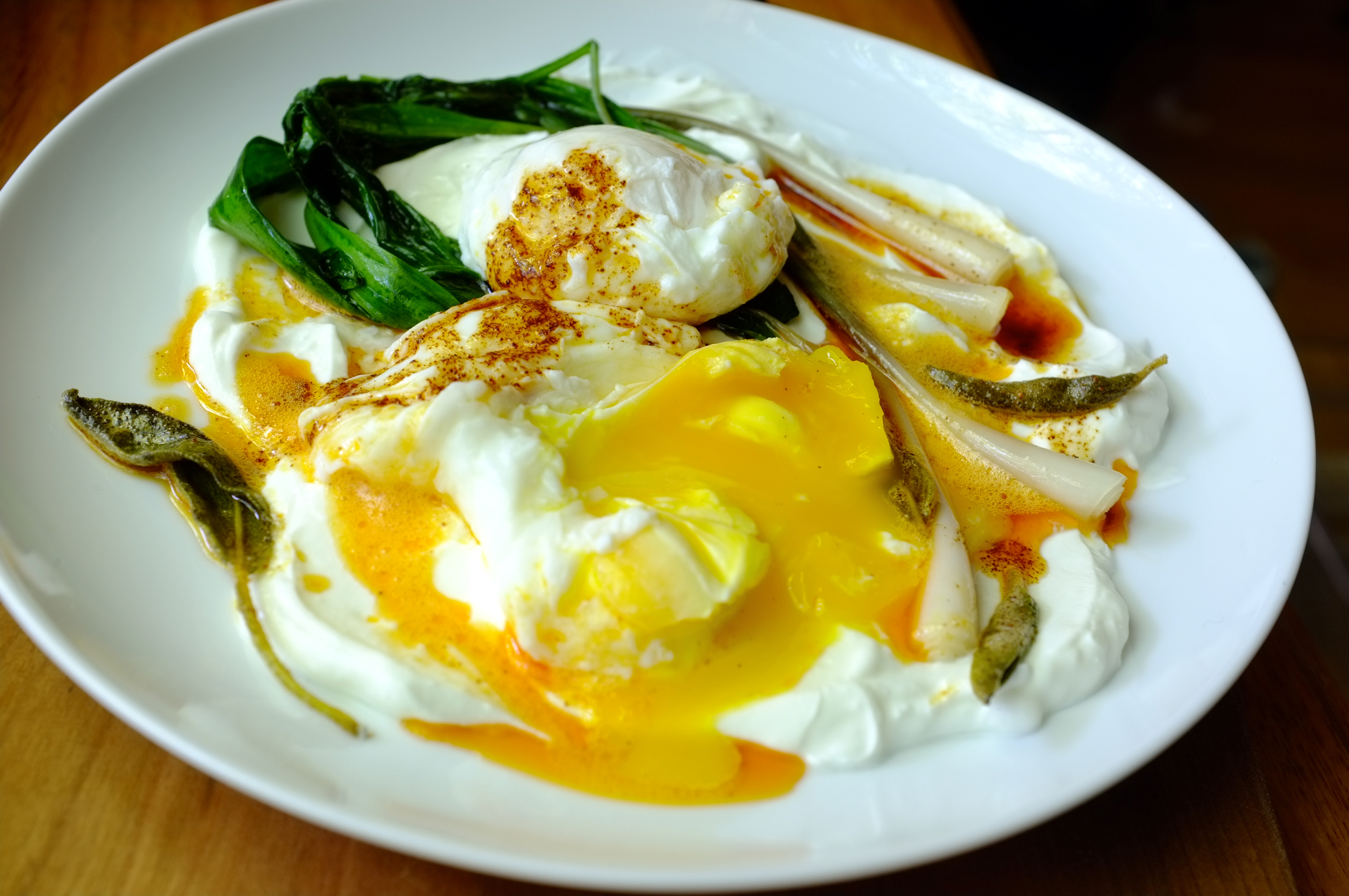
Çılbır turco
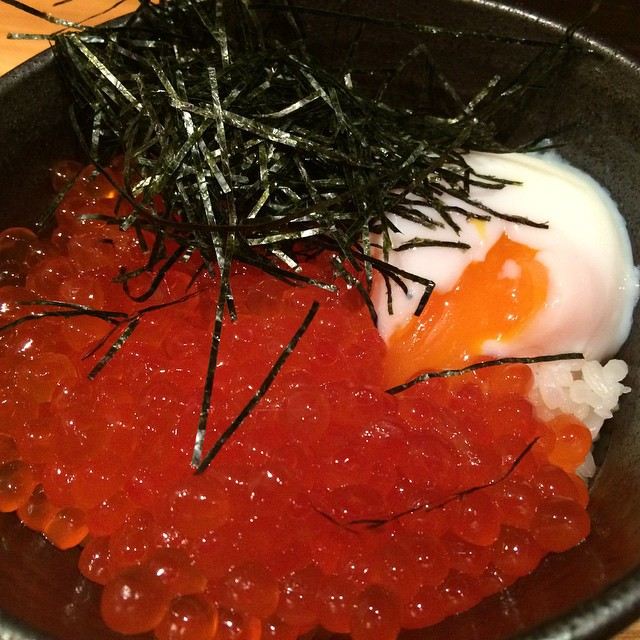
Huevos con huevas de salmón, Japón (温玉いくらご飯)
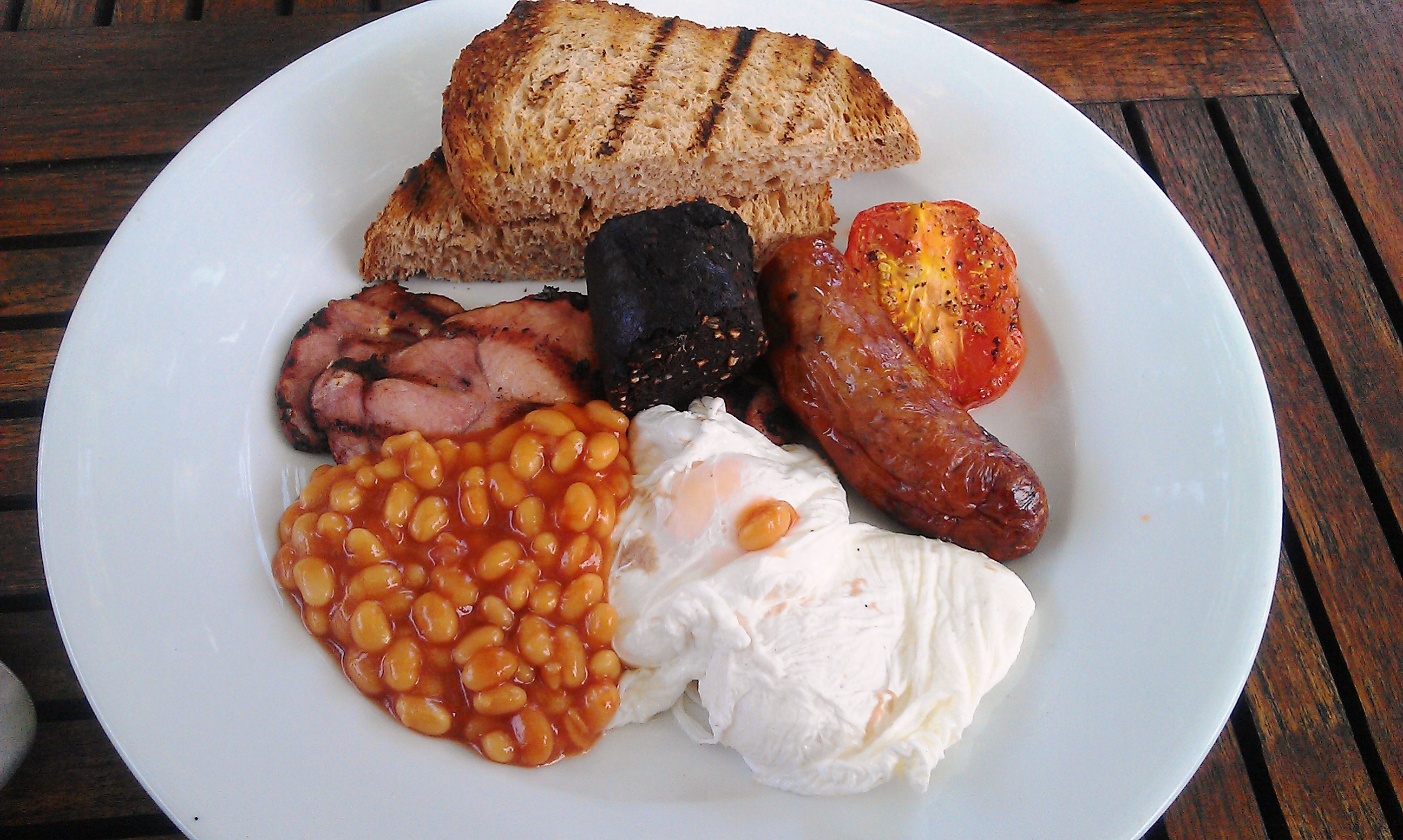
Desayuno inglés con huevo escalfado
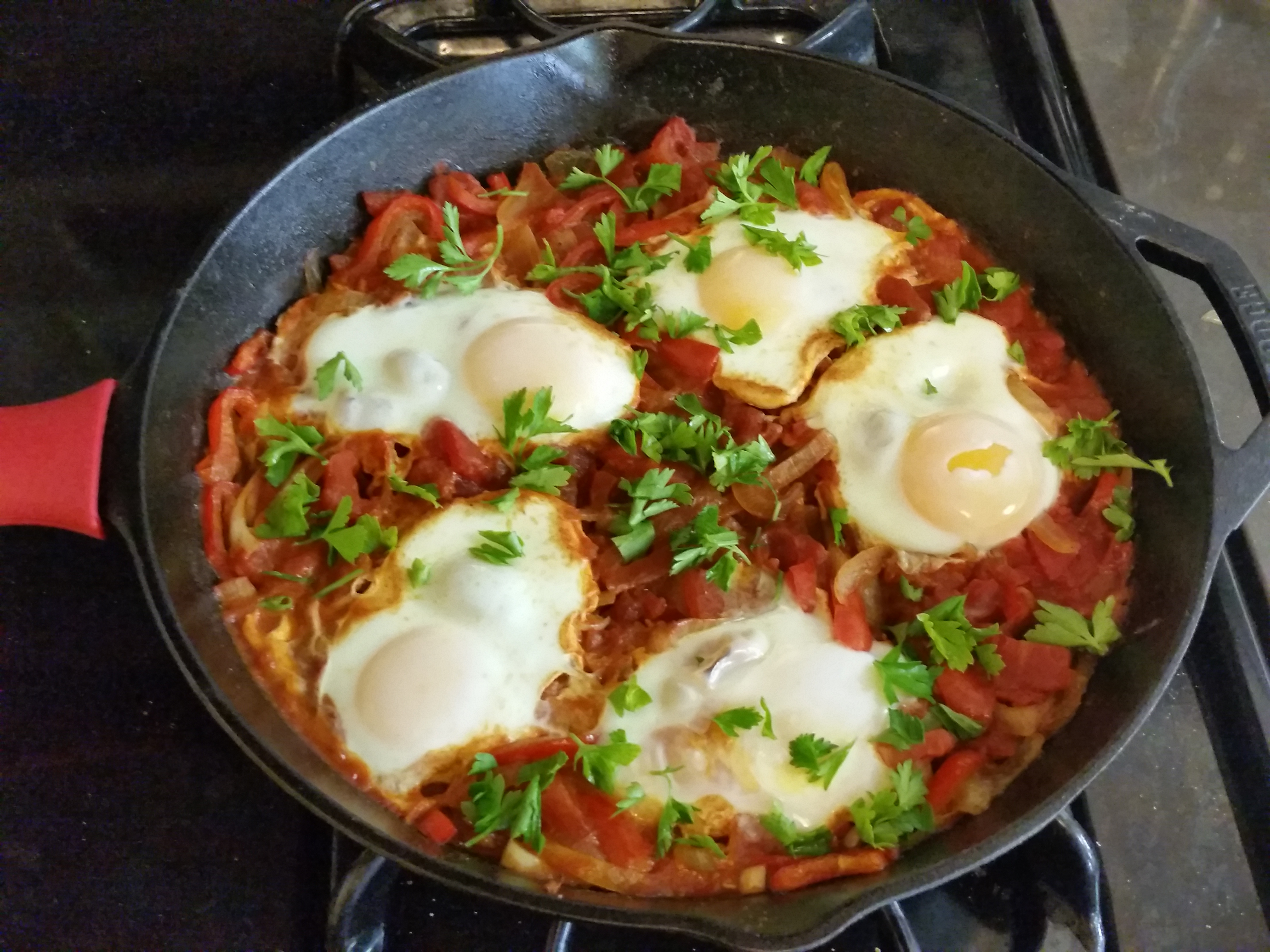
Shakshuka magrebí
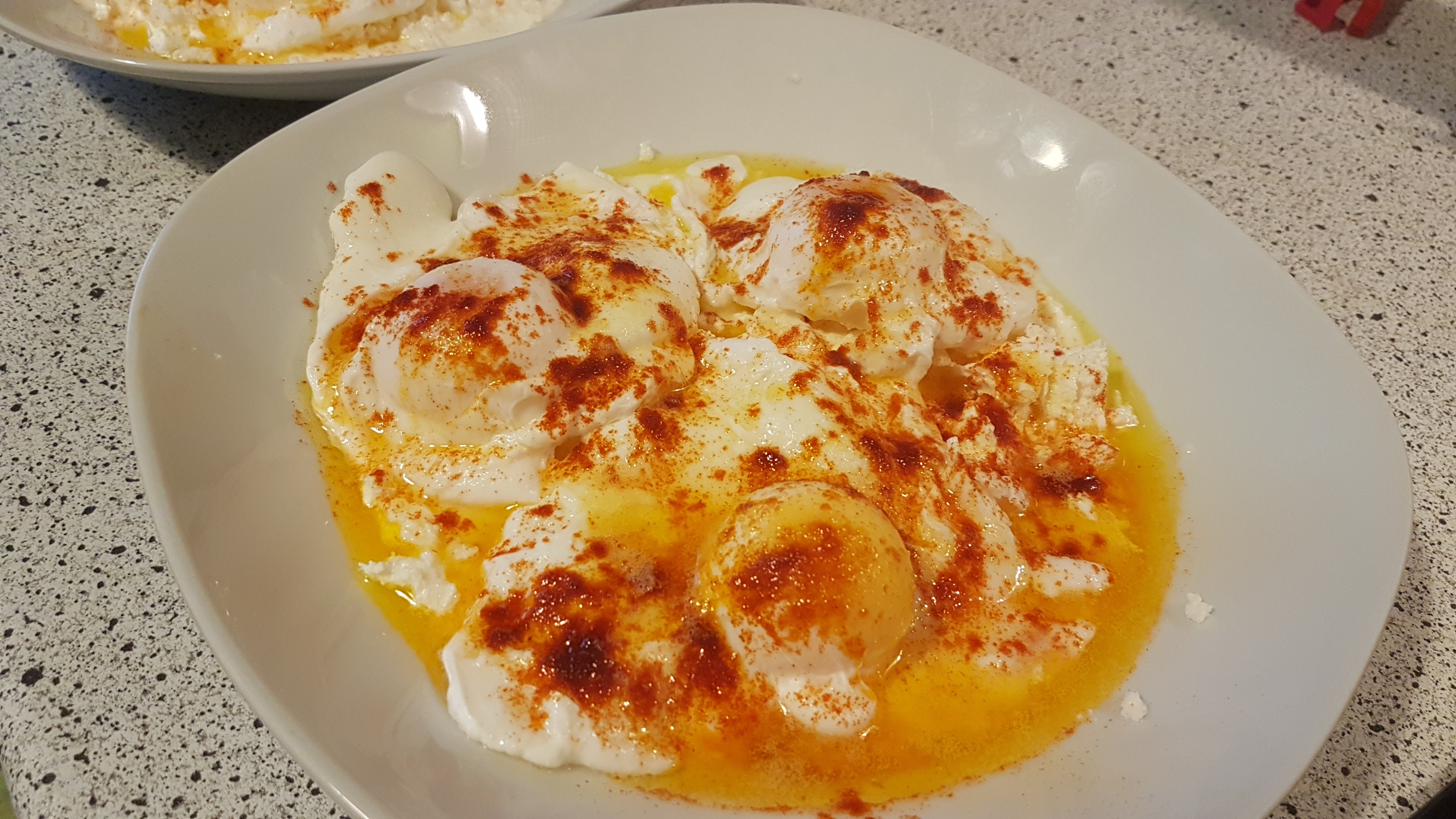
Huevos pochados con pimentón
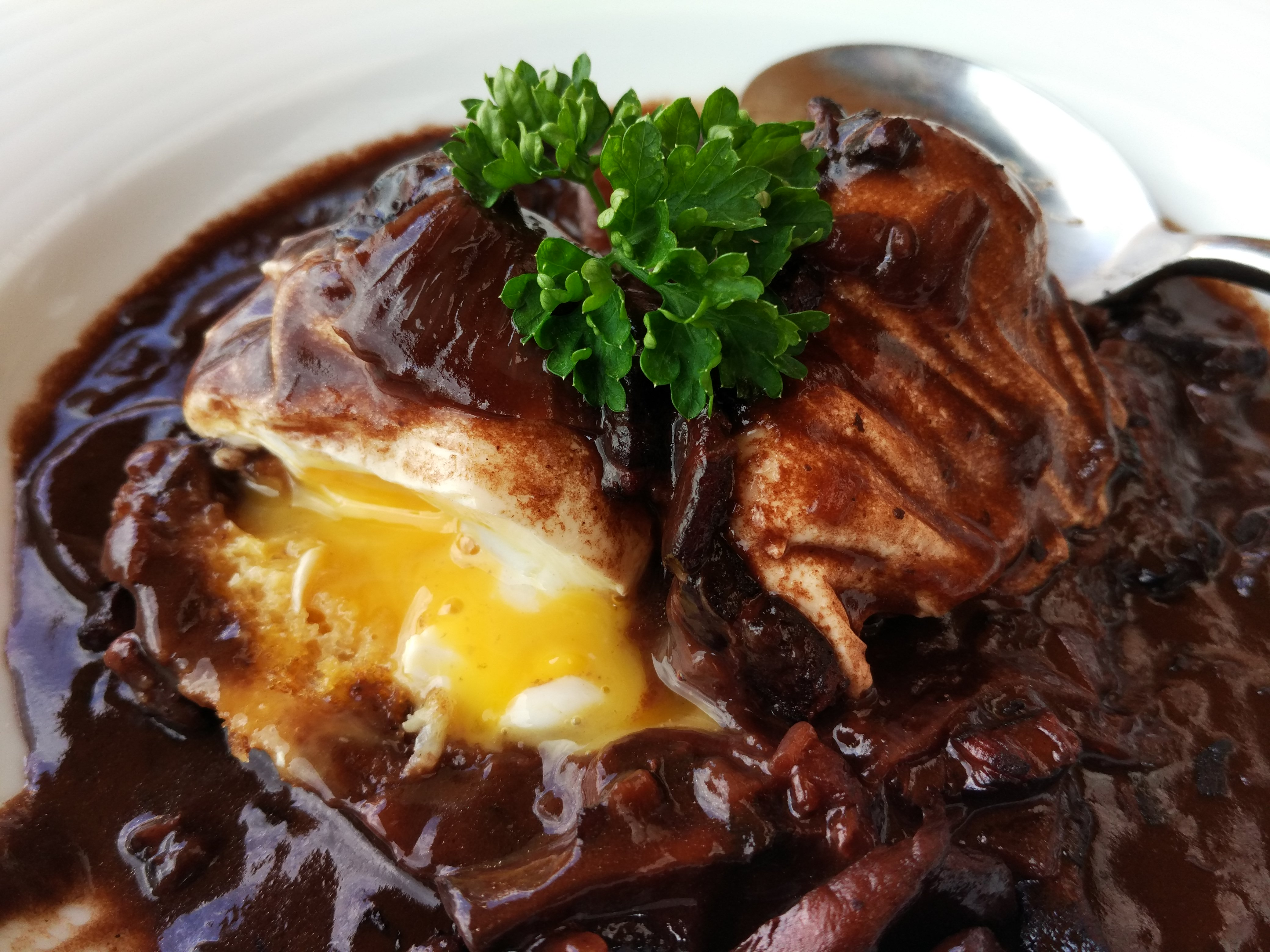
Œufs en meurette de Borgoña, Francia
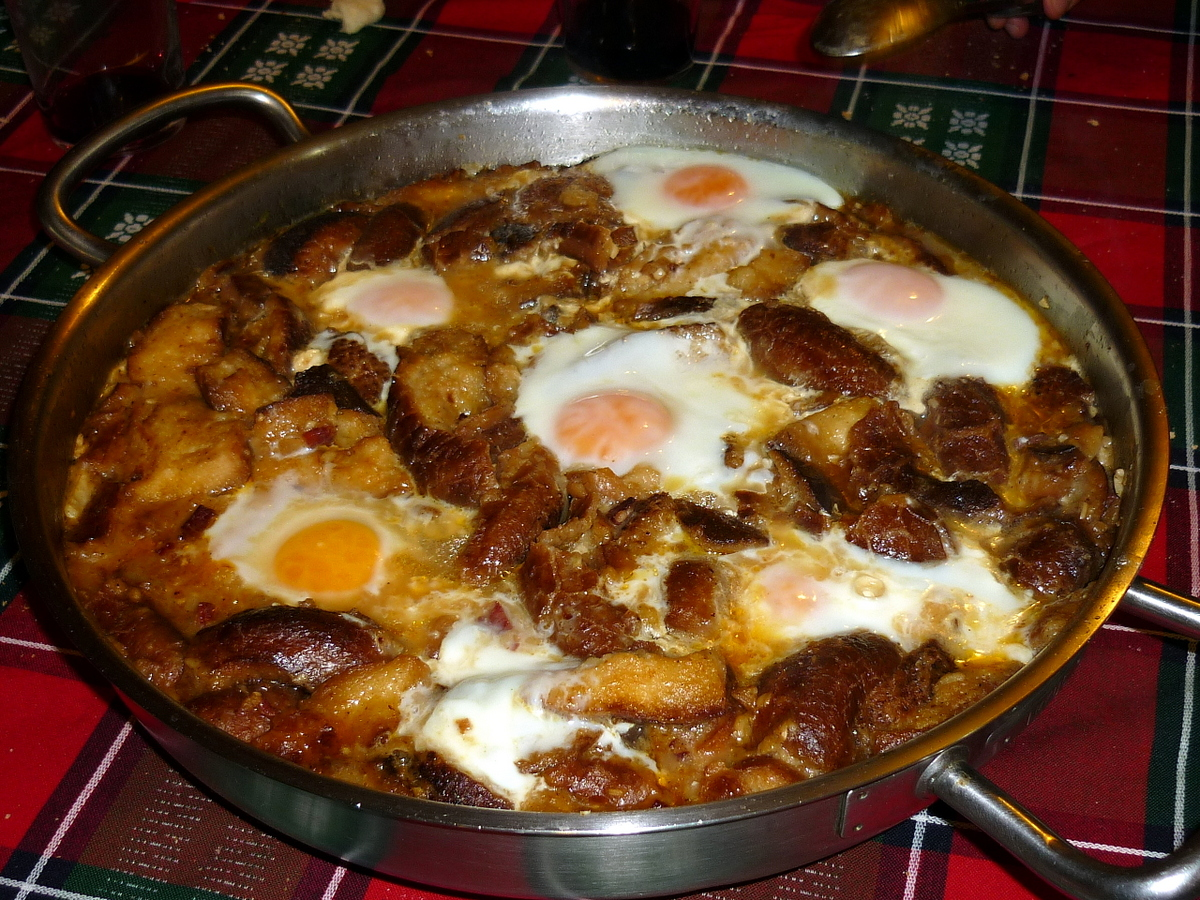
Sopa de ajo española